# José Manuel Liaño Flores
José Manuel Liaño Flores, né le 15 novembre 1921 à Monforte de Lemos et mort le 5 mai 2022 à La Corogne, est un avocat et homme politique espagnol.

## Biographie
Il a siégé aux Cortes Españolas de l'Espagne franquiste de 1967 à 1977 et a été maire de La Corogne (1976-1979).